# Arthur Honegger

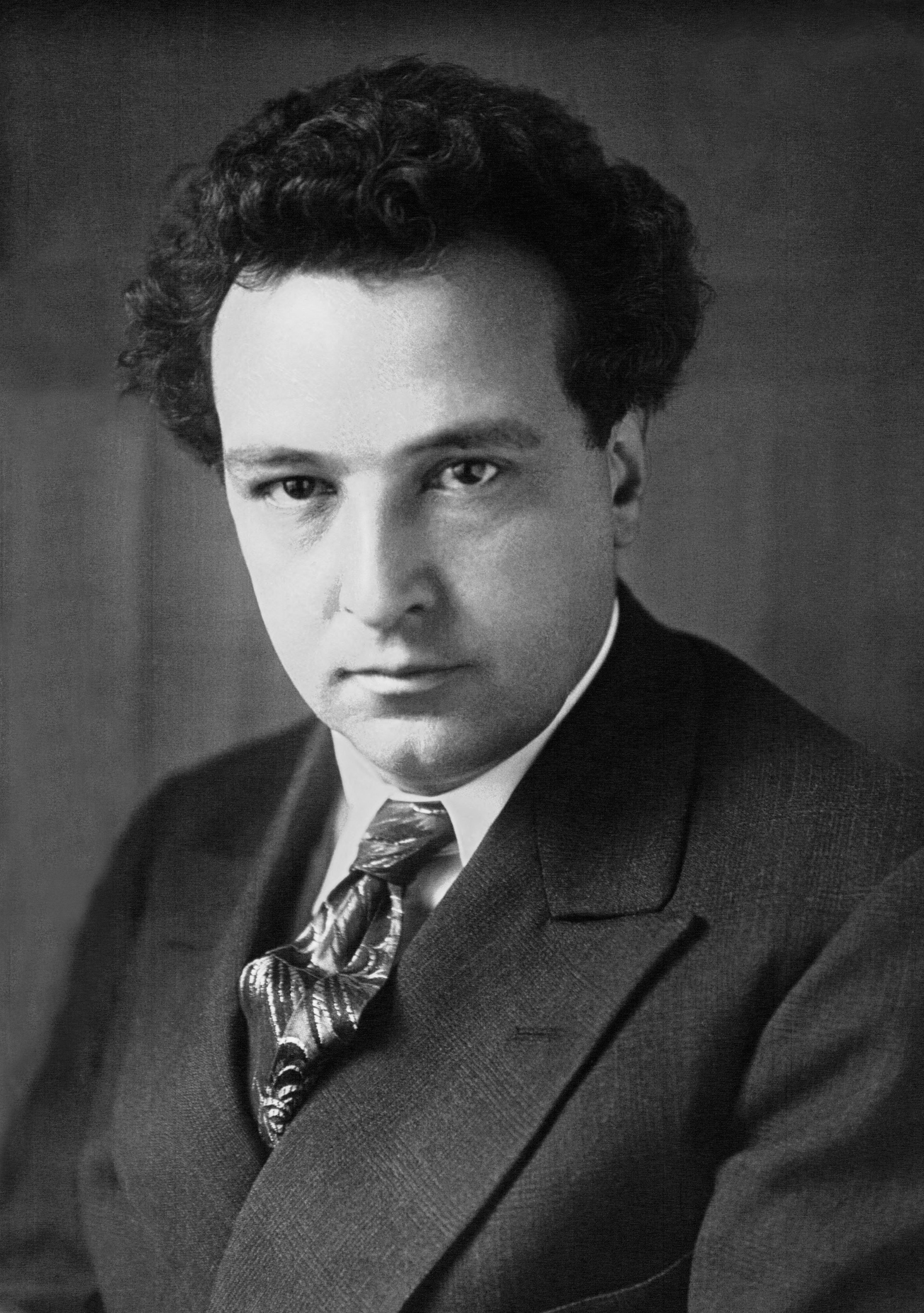
Arthur Honegger (1928)

Arthur Honegger (* 10. März 1892 in Le Havre; † 27. November 1955 in Paris) war ein Schweizer Komponist, der überwiegend in Frankreich gelebt hat. Er komponierte etwa 200 Werke, die ihn als bedeutenden Vertreter des Groupe des Six ausweisen.

## Leben
Honegger wurde als erstes Kind des aus Zürich stammenden Ehepaars Julie Ulrich (1859–1922) und Arthur Honegger in Le Havre geboren, wo sein Vater als selbständiger Kaffeeimporteur tätig war. Er wuchs dort auf und erhielt früh Musikunterricht, lernte das Violinspiel und komponierte schon als Jugendlicher. 1909 begann er ein Studium am Zürcher Konservatorium (Violine, Musiktheorie) und wohnte in der Familie des Onkels Oskar Honegger, der in Zürich Oberrichter war. Das Studium setzte er ab 1911 am Pariser Konservatorium fort (Violine, Kontrapunkt). In der Kontrapunktklasse von André Gedalge machte er die Bekanntschaft von Darius Milhaud und Jacques Ibert. Ab 1915 studierte er Komposition (bei Charles-Marie Widor) und Dirigieren (bei Vincent d’Indy).
Im Jahr 1918 schloss er sein Studium ab und komponierte sein erstes eigenständiges Werk, das Ballett Le Dit des Jeux du monde, dessen Uraufführung am Ende des Jahres einen Skandal auslöste und dem Komponisten öffentliche Aufmerksamkeit brachte. Wie Milhaud und Francis Poulenc war er ein Mitglied des Groupe des Six, seine Musik stand aber zur offiziellen Ästhetik der Gruppe in einer gewissen Distanz. Der internationale Durchbruch gelang ihm mit seinem Werk Pacific 231 (1923), dem musikalischen Porträt einer Dampflokomotive – nicht als Programmmusik, sondern als ästhetische Darstellung von Kraft und Bewegung. Im Paris der frühen 1930er Jahre verkehrte er im Salon der niederländischen Komponistin Rosy Wertheim, wo er unter anderem auf die Komponistenkollegen Barraine, Ibert, Messiaen und Milhaud traf. 1926 wirkte er als Juror bei den Weltmusiktagen der Internationalen Gesellschaft für Neue Musik (ISCM World Music Days) in Zürich.

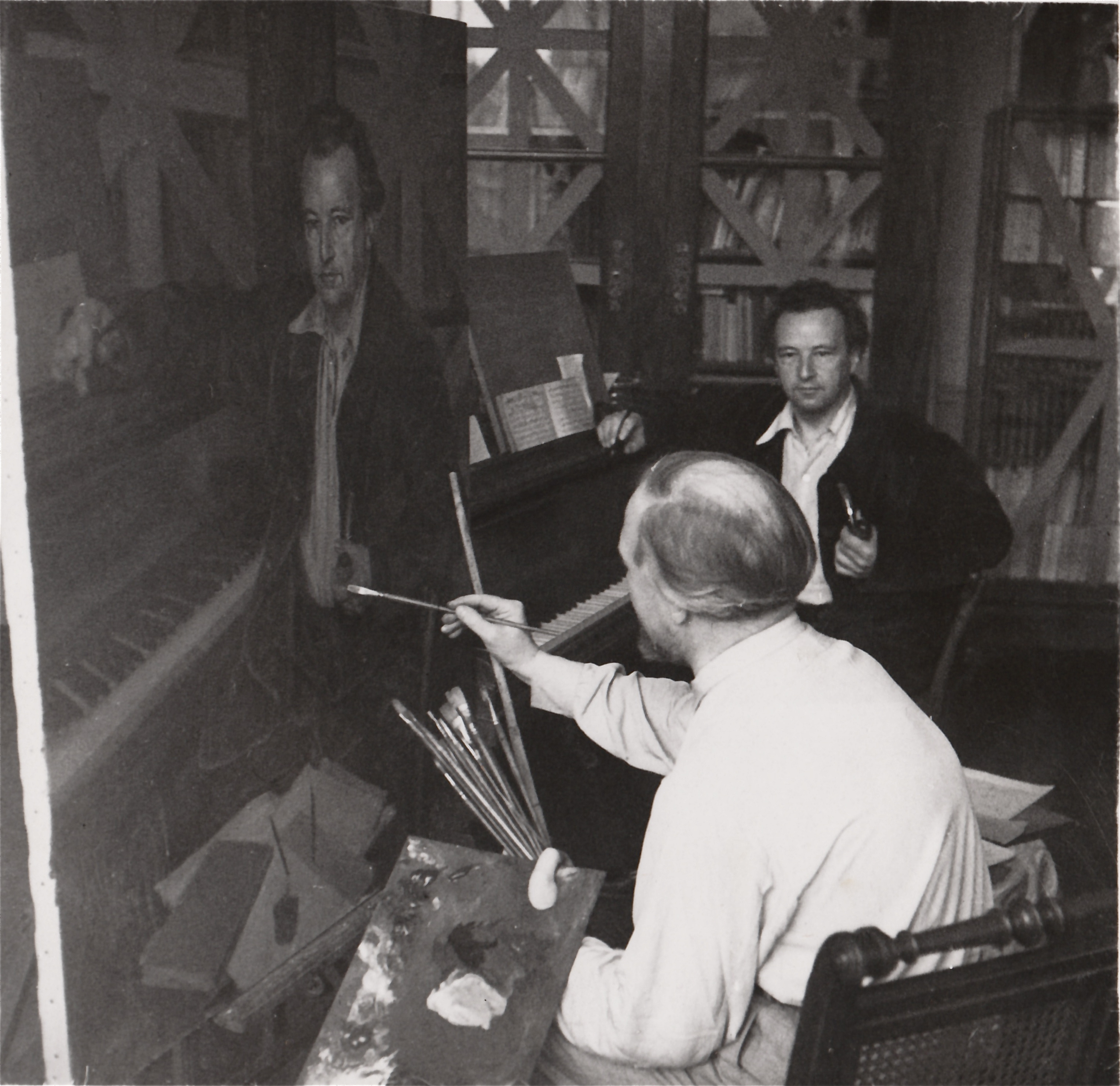
Arthur Honegger, porträtiert von Serge Ivanoff. Paris, 1944

Im Kriegswinter 1941/42 entstand die zweite Sinfonie; zu dieser Zeit war er als Musikkritiker und als Kompositionslehrer in Paris, das von den deutschen Truppen besetzt war, tätig. Er selbst beschrieb seine Erinnerung als „überwiegend thermischer Natur. Es war damals sehr kalt, als ich an der Sinfonie arbeitete, und da ich keine Kohle und kein Holz besass, habe ich die ganze Zeit in meinem Atelier gefroren“. Die Sinfonie ist ein Bekenntniswerk mit einer schwermütigen und beklemmenden Stimmung. Der Finalsatz löst mit seinem großartigen choralartigen Finale diese Stimmung auf und schlägt Brücken: zur Hoffnung auf Frieden wie zum großen Vorbild Johann Sebastian Bach.
Seit 1946 war er Mitglied der Académie royale des Sciences, des Lettres et des Beaux-Arts de Belgique (Classe des Beaux-Arts). Er wurde 1950 Ehrenmitglied der International Society for Contemporary Music ISCM. 1952 wurde er als auswärtiges Mitglied in die Académie des Beaux-Arts aufgenommen. In seinem Todesjahr 1955 wurde er als Ehrenmitglied in die American Academy of Arts and Letters gewählt.
Arthur Honegger starb am 27. November 1955 im Alter von 63 Jahren in Paris. Er ruht auf der Cimetière Saint-Vincent am Montmartre.
Er war verheiratet mit der Pianistin und Musikpädagogin Andrée Vaurabourg-Honegger. Sein Urenkel ist Doug Honegger, sein Neffe Peter Stadler.
Honegger war von 1996 bis 2017 auf der Schweizer 20-Franken-Note abgebildet.

## Werke (Auswahl)
- Szenische Oratorien:
  - Le Roi David, dramatischer/sinfonischer Psalm für Sprecher, Soli, Chor und Orchester (1921/1923)
  - Cris du Monde (1931)
  - Jeanne d’Arc au bûcher, Oratorium nach Paul Claudel (1935/1950)
  - La danse des morts, Oratorium nach Paul Claudel (Der Totentanz, 1940 [1938?])
  - Nicolas de Flue (1940)
- Biblisches Drama:
  - Judith, Oper (1925)
  - ‘‘Judith. Action musicale pour Soli, Choeurs, Orchestre et Orgue‘‘ H 57C, 1927
- Opern:
  - Antigone, Oper nach der Tragödie des Sophokles in der Bearbeitung von Jean Cocteau (1927)
  - L’Aiglon gemeinsam mit Jacques Ibert über den Sohn Napoleons (1937)
- Operetten:
  - Les aventures du Roi Pausole (Die Abenteuer des Königs Pausole) (1930)
  - La belle de Moudon (1931)
  - Les petites Cardinal (1938), gemeinsam mit Jacques Ibert
- Ballette:
  - Vérité-Mensonge (1920)
  - Skating Rink (1922)
  - Sous-marine (1925)
  - Rose de métal (1928)
  - Un oiseau blanc s’est envolé (1937)
- 5 Sinfonien:
  - 1. Sinfonie (1930)
  - 2. Sinfonie für Streichorchester und Trompete ad libitum (1941)
  - 3. Sinfonie Symphonie liturgique (1946) mit 2. Satz: De profundis
  - 4. Sinfonie Deliciae Basilienses (lat. Basler Freuden; 1946)
  - 5. Sinfonie Di tre re (1950)
- sonstige Orchesterwerke
  - Pastorale d’été, sinfonisches Gedicht für kleines Orchester (1920)
  - Pacific 231, sinfonischer Satz Nr. 1 (1923)
  - Rugby, sinfonischer Satz Nr. 2 (1928)
  - sinfonischer Satz Nr. 3 (1933)
- Filmmusik
  - Napoléon (1926/27)
  - Das Ende der Welt
  - L’Idée (1934)
  - Les Misérables (1934)
  - Zweikampf der Geschlechter (1934)
  - Der Dämon des Himalaya (1935)
  - Schuld und Sühne
  - Blutsbrüder 1918 (1935)
  - Mayerling (1936)
  - Pygmalion: Der Roman eines Blumenmädchens (1938)
  - Mermoz (1943)
- Kammermusik
  - Sonate für Violine und Klavier d-Moll Nr. 0 H 3, 1912
  - Trio für Violine, Violoncello und Klavier f-Moll H 6, 1914
  - Sonatine pour Violoncello et Violine
  - Sonatine für Klarinette und Klavier
  - 3 Streichquartette
  - Intrada für Trompete und Klavier
  - Danse de la chèvre für Flöte solo, 1921
  - Sonatine für zwei Violinen G-Dur H 29, 1922
- Chorwerke
  - Kantaten
    - Une Cantate de Noël (1953; letztes Werk)

  - Lieder
    - Vier Gedichte für mittlere Singstimme und Klavier H 7, 1914–16, I Sur le Basalte, II Petite Chapelle, III Prière, IV La mort passe
- Blasmusik
  - Grad us. En avant, Marsch, 1940
- Schriften
  - Je suis compositeur. 1951
  - Ich bin Komponist. Autorisierte Übersetzung von Suzanne Oswald. Atlantis, Zürich 1952